# 茅仔藔堡
茅仔藔堡，是台灣北部自清治時期至日治初期的一個行政區劃，其範圍即今宜蘭縣的五結鄉中部偏東。
茅仔藔堡西邊為二結堡，北邊為民壯圍堡，東邊及東南邊為利澤簡堡，西南邊為羅東堡。

## 管轄街庄
茅仔藔堡共轄8個庄：
- 今五結鄉境內：大埔庄、鐤橄社庄、松仔腳庄、四百名庄、一百甲庄、中一結庄、中二結庄、茅仔藔庄